# Сем Лей
Се́мюел Дж. Лей (англ. Samuel J. Lay; 20 березня 1935, Бірмінгем, Алабама — 29 січня 2022) — американський блюзовий ударник і співак. Співпрацював з Хауліном Вульфом і Мадді Вотерсом, був учасником гурту the Paul Butterfield Blues Band.

## Біографія
Народився 20 березня 1935 року в Бірмінгемі, штат Алабама; син Фостера і Елсі Лей. Батьки працювали в компанії Pullman.У дитинстві захоплювався музикою Джина Крупи, брав уроки гри на барабанах у В. К. Генді-молодшого.
У 1954 році переїхав у Клівленд (Огайо), де почав грати у гурті Moon Dog Combo. 1957 року приєднався до the Original Thunderbirds, з яким виступав до 1959 року, після чого перебрався у Чикаго, де деякий час грав з Літтлом Волтером. 1961 року почав працювати з гуртом Хауліна Вульфа, з яким записав такі хіти, як «I Ain't Superstitious», «Built for Comfort», «Love Me Darlin'» і «Hidden Charms». Лей став одним з найперших ударників, який почав використовувати «коров'ячий дзвін» («Shake for Me» і «Killin' Floor» Вульфа). 1965 року Лей і басист Джером Арнольд були звільнені з гурту Вульфа і обидва приєднались до The Paul Butterfield Blues Band. Того ж року вони записали однойменний дебютний альбом (Лей співав на одній з композицій альбому — «I Got My Mojo Working»). До кінця року Лей виступав з Баттерфілдом після чого був замінений на Біллі Дейвенпорта.
У 1965 році у складі гурту Баттерфілда виступив на фолк-фестивалі в Ньюпорті, де акомпанував Бобу Ділану. Того ж року взяв участь у записі альбому Ділана Highway 61 Revisited. Лей взяв участь у близько 40 записах лейблу Chess Records, де акомпанував багатьом відомим музикантам. 1966 року записав «Tell Me, Mama», «Walking by Myself» і «I Can't Be Satisfied», які увійшли до альбому-антології Goin' to Chicago (1966), випушеного на Testament. 1966 року приєднався до гурту Джеймса Коттона і взяв участь у записі дебютного альбому The James Cotton Blues Band (1967), а в 1969 році альбому Мадді Вотерса Fathers and Sons.
Наприкінці 1969 року деякий час був учасником гурту Siegel-Schwall Band. Випустив сольний альбом Sam Lay in Bluesland на Blue Thumb (продюсером виступив Нік Гравенітес) з колишніми учасниками гурту Баттерфілда. Впродовж наступних років був лідером гурту, з яким грали Джиммі Роджерс, Джордж «Вайлд Чайлд» Батлер, Едді Тейлор та ін. Іноді акомпанував іншим музикантами, серед яких Джон Лі Гукер, Хаунд-Дог Тейлор, Лайтнін Гопкінс, Отіс Раш та ін.
У 1992 році Лей був номінований на нагороду В. К. Генді. Того ж року був включений до Зали слави джазу Алабами. Створив Sam Lay Blues Band і записався на Appaloosa Records (Shuffle Master, Sam Lay Live). 1996 року випустив Stone Blues, за яким у 2000 році вийшов Rush Hour Blues. Альбом Live on Beale Street вийшов наприкінці 2000 року. 2003 року випустив I Get Evil на лейблі Random Chance (на цьому альбомі Лей вперше акомпанував собі на гітарі на декількох піснях).
Мешкає у Чикаго (на 2011). 2015 року включений у Зал слави рок-н-ролу як учасник гурту The Paul Butterfield Blues Band (18 квітня виступив з промовою і взяв участь у концерті). Того ж дня відбулась прем'єра документального фільму «Sam Lay in Bluesland» (2015) режисера Джона Андерсона.
У 2018 році Лей був включений до Зали слави блюзу.

## Дискографія

### Альбоми
- Goin' to Chicago (Testament, 1966; антологія)
- Sam Lay in Bluesland (Blue Thumb, 1969)
- Shuffle Master (1992)
- Stone Blues (1996)
- Rush Hour Blues (2000)
- I Get Evil (Random Chance, 2003)

### Сингли
- «Maggie's Farm»/«I Got My Mojo Working» (Blue Thumb, 1969)